# ČD Bike

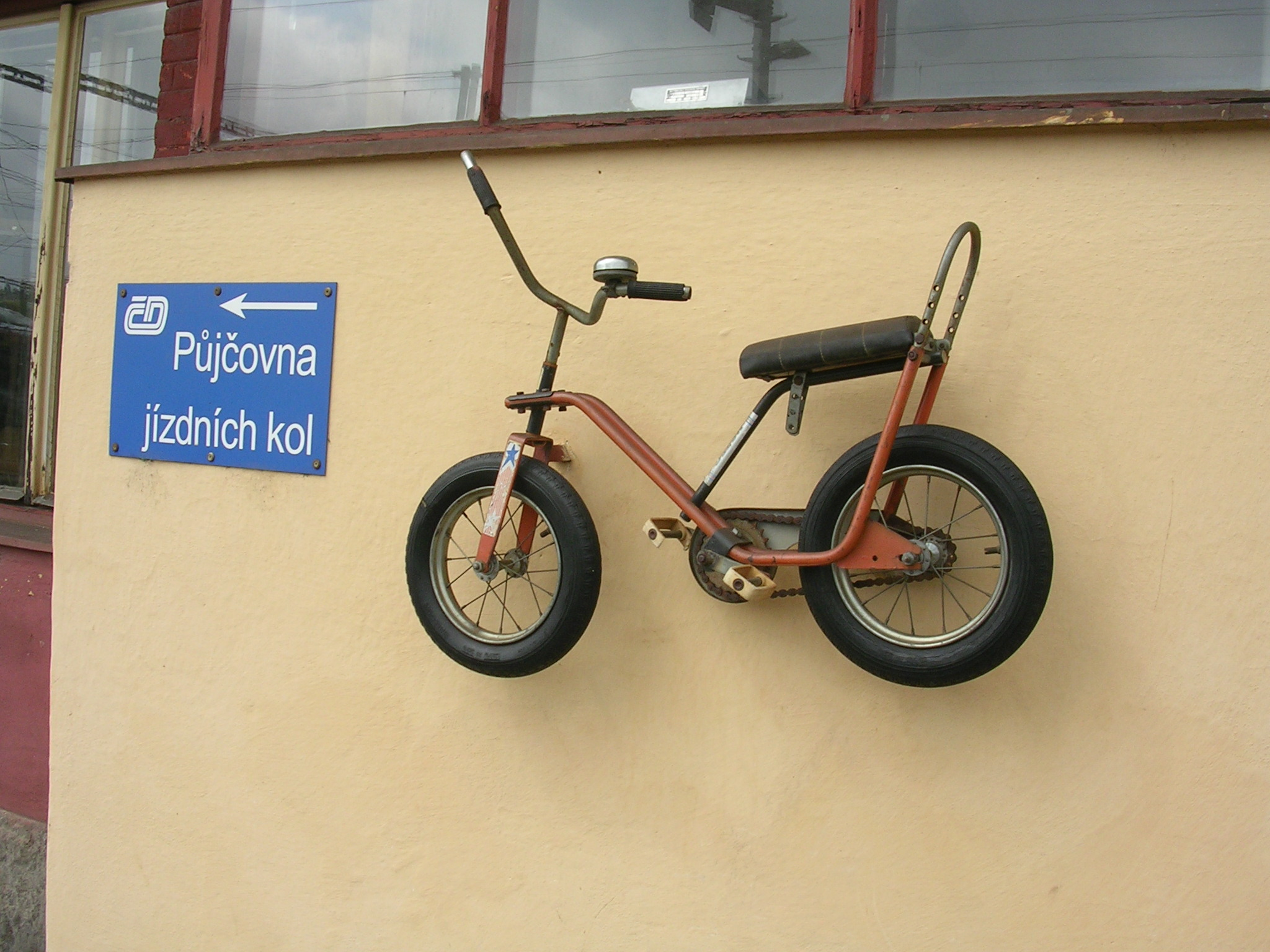
Ukazatel na ČD Bike na nádraží ve Veselí nad Lužnicí

ČD Bike je půjčovna jízdních kol provozovaná Českými drahami. Kola jsou půjčována primárně ve větších železničních stanicích poblíž přírody a v dostupné vzdálenosti cyklotras. Zapůjčení je možné v 69 lokalitách, z 10 z nich je provozováno pouze sezónně od března do října. Ve vybraných stanicích je možné zapůjčit také elektrokola, koloběžky a cyklopřívěsy. Všechna půjčovaná klasická kola jsou od české značky Author.
V roce 2023 bylo zapůjčeno okolo sedmi tisíc kol. Cena zapůjčení jednoho kola je jednotná pro všechny lokace a v roce 2025 činí 250 Kč za den.

## Historie
Služba funguje od roku 2003. V té době bylo možné zapůjčení pouze sezónně od dubna do října. První dvě železniční stanice s možností půjčení kol byly Jičín a Turnov.
Nabídka se postupně rozšířila o možnost zapůjčení elektrokol, koloběžek a příslušenství.
V roce 2024 byla spuštěna možnost registrace přes e-shop a aplikaci Můj vlak.
Od roku 2025 je provoz ve většině poboček celoroční.